# 刘军 (统计学家)
刘军（1965年—），美国华裔统计学家，哈佛大学统计学系教授。其主要研究领域包括蒙特卡洛方法、贝叶斯模型、生物信息学、计算生物学、统计遗传学与遗传流行病学、随机动力系统、非线性状态空间模型、无线通讯信号处理等。

## 生平
刘军出生于北京，1985年毕业于北京大学数学系。后赴美国留学，先后就读于罗格斯大学、芝加哥大学。他曾师从统计学家王永雄，1991年获博士学位。此后先后担任哈佛大学与斯坦福大学助理教授。2000年起任哈佛大学统计学系教授，并兼任生物统计学系教授。此外，他还担任北京大学长江学者讲座教授。2015年參與创建清华大学统计学研究中心并任名誉主任，2024年在清华大学创建统计与数据科学系。
刘军是国际数理统计学会会士（2004年）、美国统计学会会士（2005年）、美国国家科学院外籍院士（2025年），曾获得过统计学界最高奖“考普斯会长奖”（2002年）以及华人数学最高奖“晨兴数学金奖”（2010年）。